# Diaspidiotus fabernii
Diaspidiotus fabernii är en insektsart som först beskrevs av Houser 1918.  Diaspidiotus fabernii ingår i släktet Diaspidiotus och familjen pansarsköldlöss.
Artens utbredningsområde är Kuba. Inga underarter finns listade i Catalogue of Life.